# 長島公園
長島公園，是位於中華人民共和國浙江省湖州市的一個綜合型城市生態休閒公園。公園位於湖州市吳興區凤凰开发区和市北分区的交界地帶，佔地18.3公頃，橫臥於新塘港和機紡港之間，長約1.8公里，寬40米至120米，南北走向。

## 標誌
長島公園的形象標誌並未採用與太湖水、長島形狀或是紡織物相關的形象而是以紅山文化玉龍爲造型，與公園本身關聯不大。

## 設計
公園以「太湖之舟」爲設計理念，從北往南劃分爲主题餐厅区、植物观赏区、文化休闲区、市民户外活动区、城市展演区5個區塊。

## 圖庫

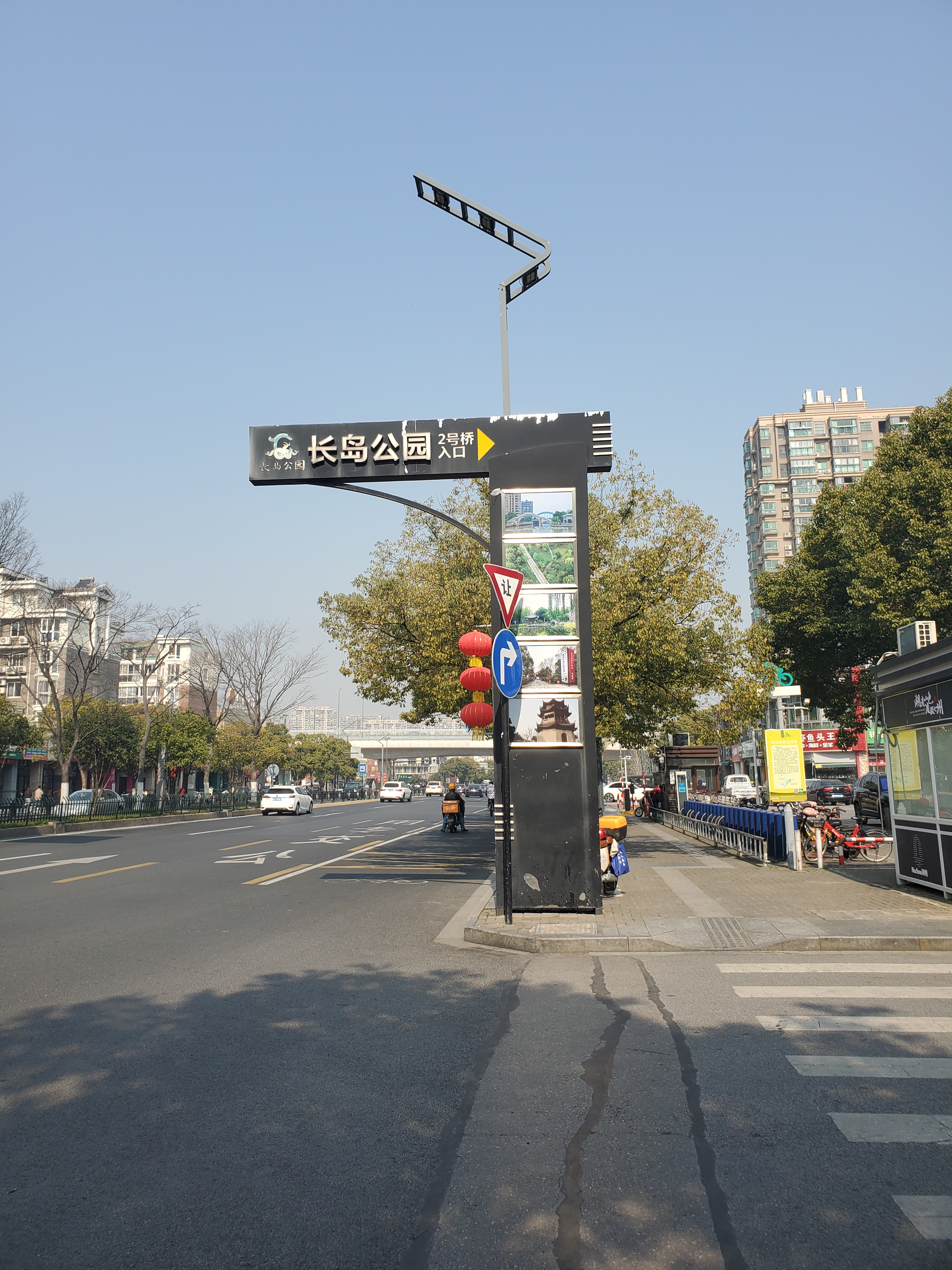
太湖路上的长岛公园2号桥入口指示牌
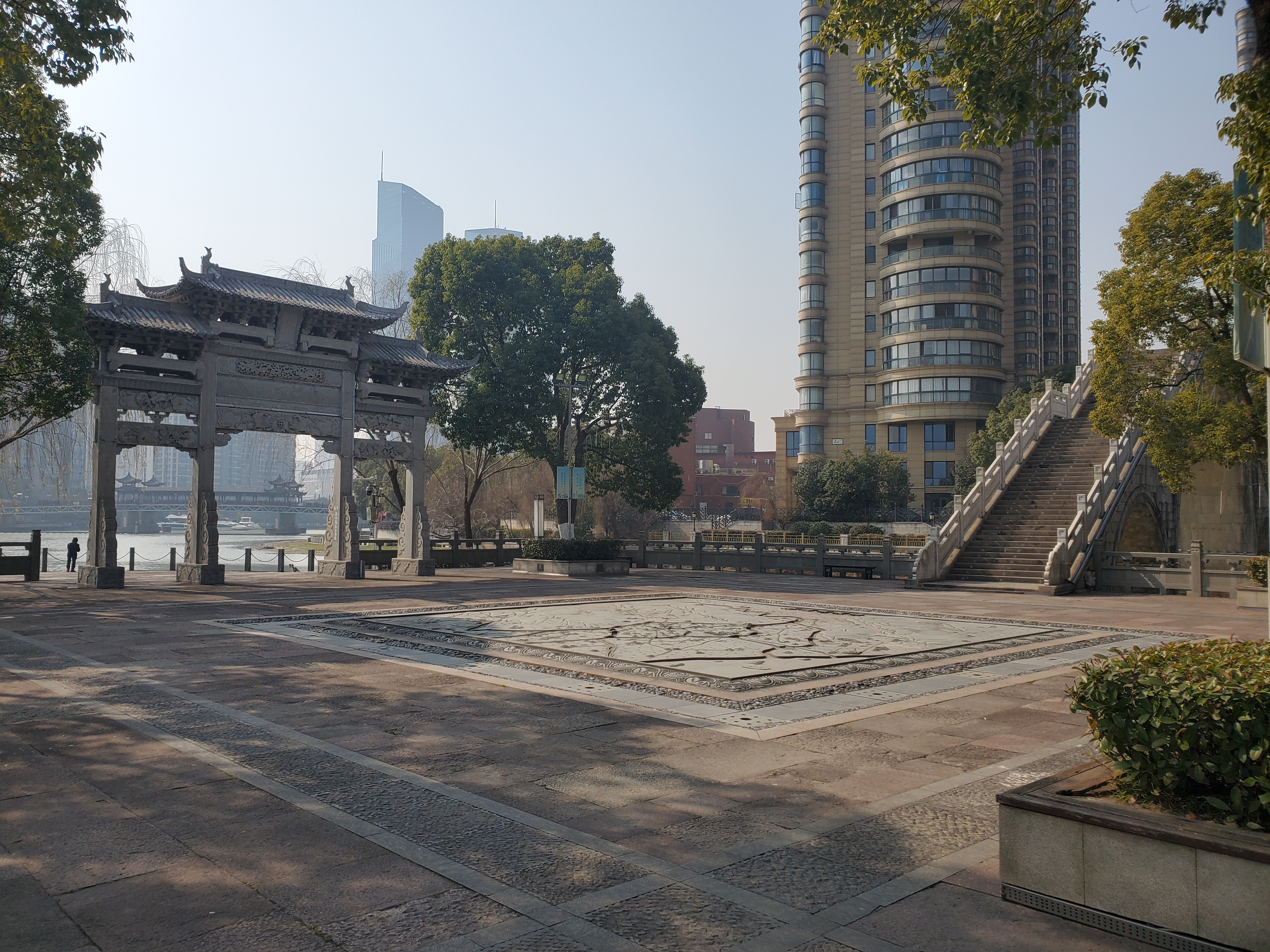
双溪夹流地雕广场
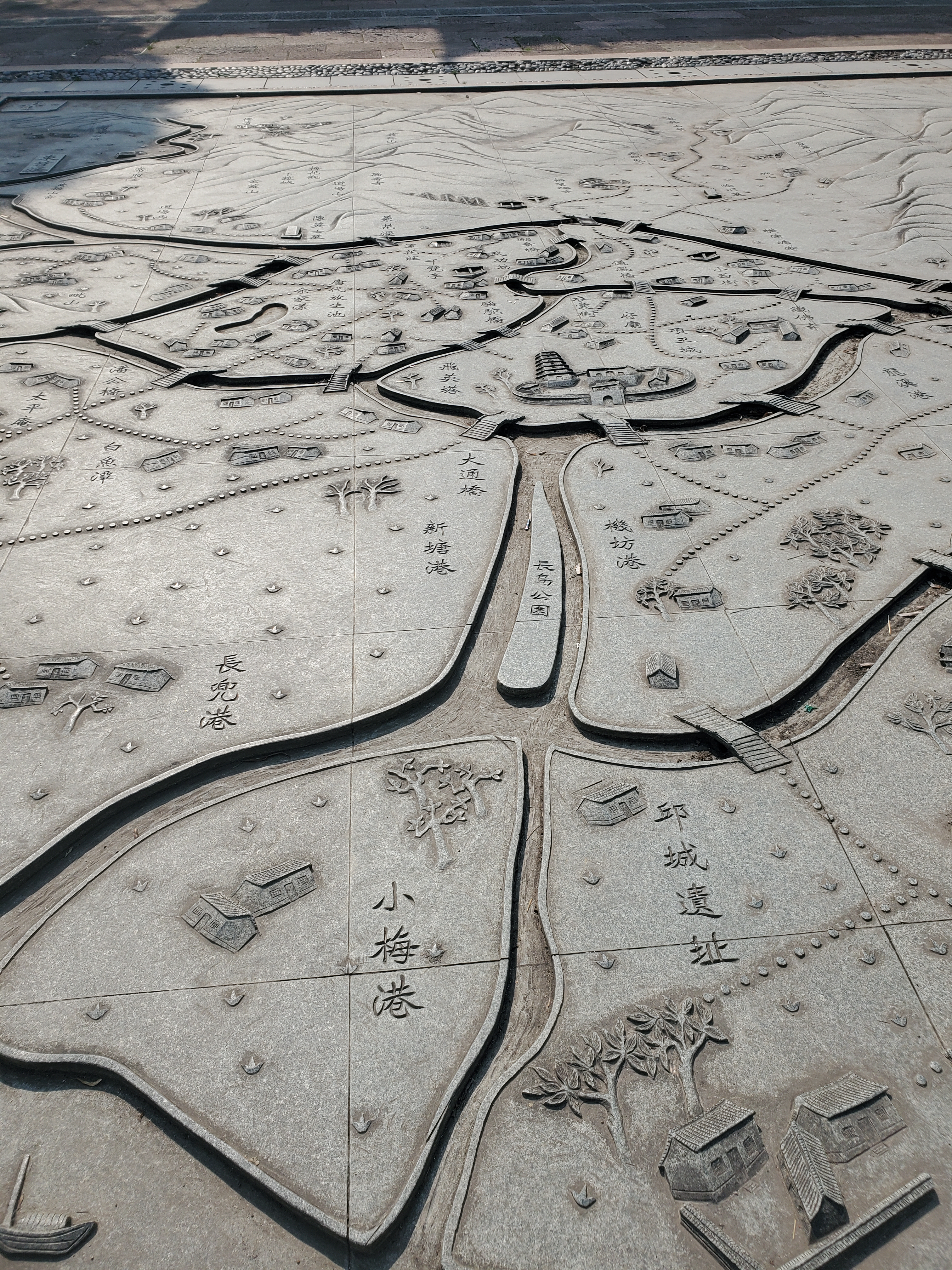
地雕中的长岛公园
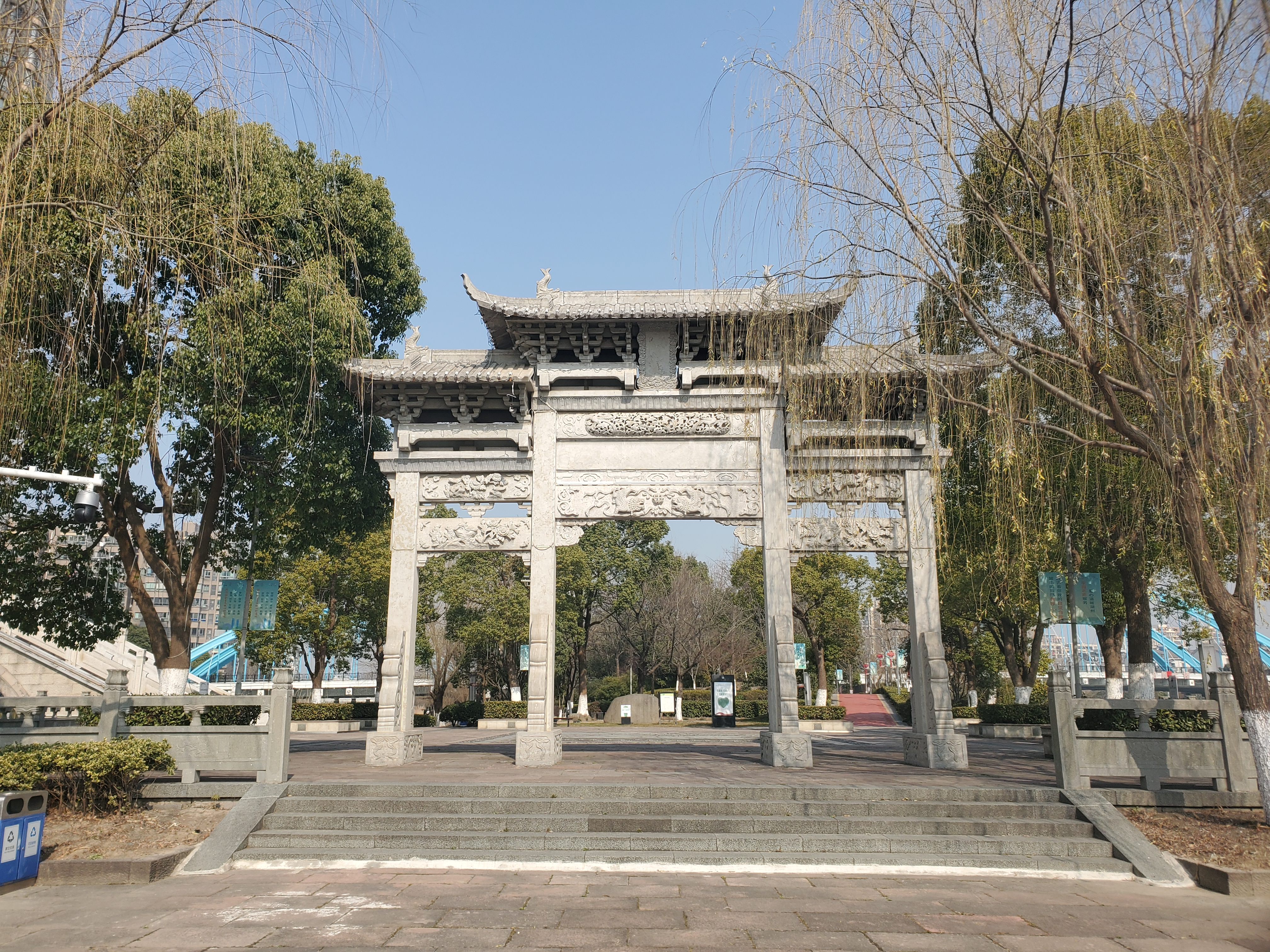
长岛公园南端石牌坊
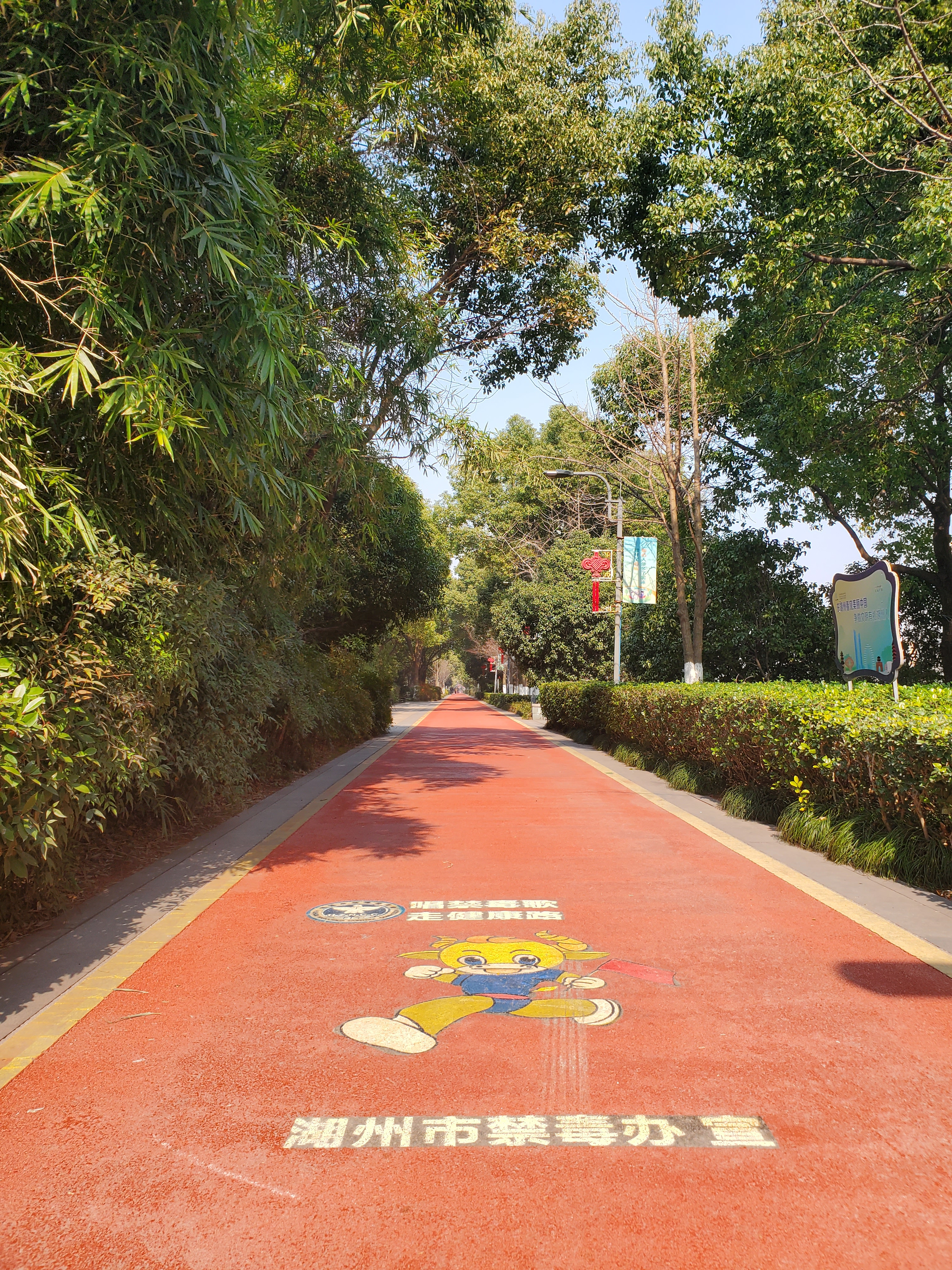
长岛公园健康步道
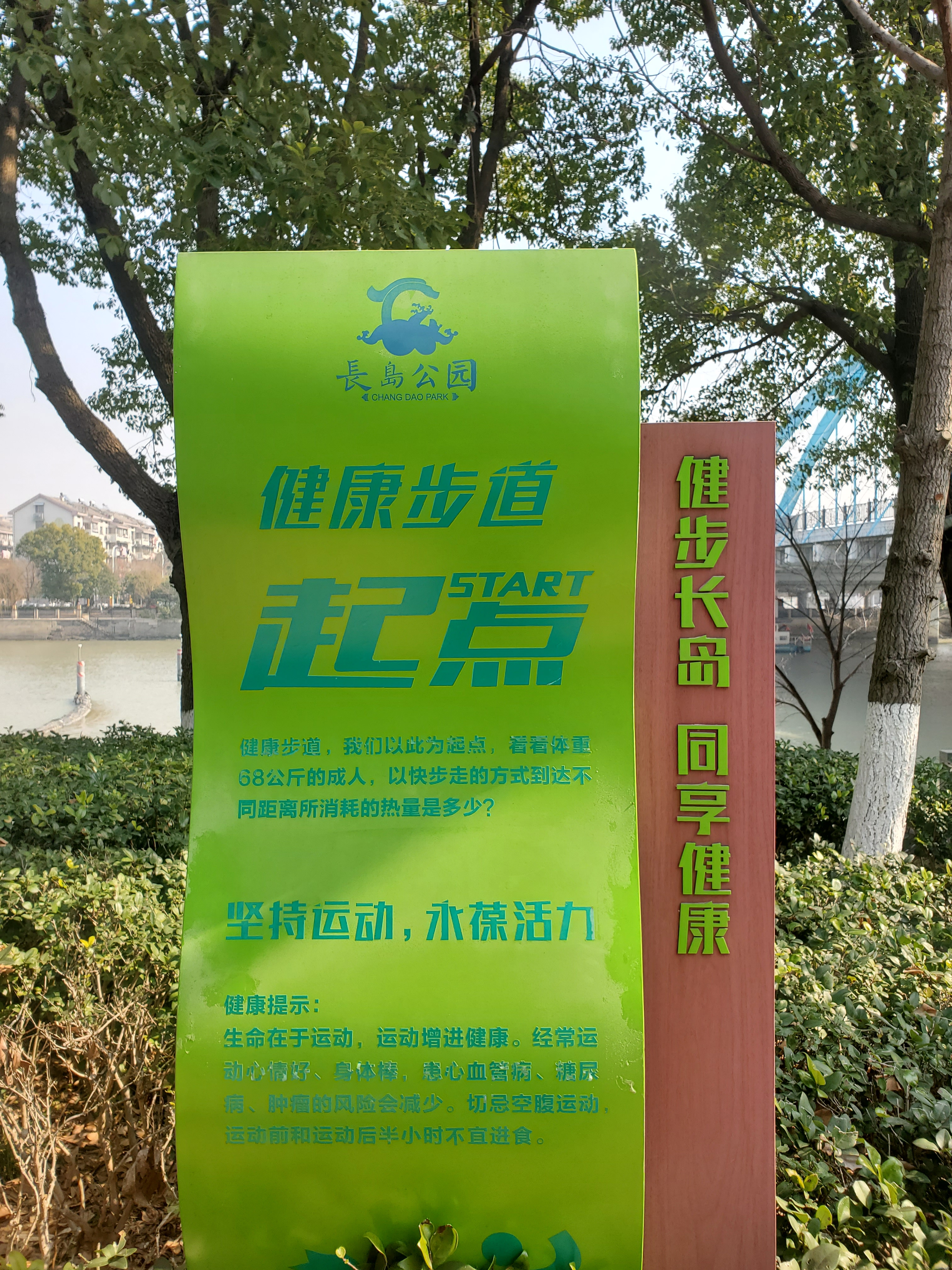
健康步道起点指示牌